# 41-е Народное собрание Болгарии
41-е Народное собрание Болгарии осуществляло законодательную власти в стране с 14 июля 2009 по 14 марта 2013. Провело 487 пленарных заседаний, 35 из которых были внеочередными. Приняло 554 закона, 568 решений и 12 обращений и деклараций. Отвергло четыре вотума недоверия к правительству страны и приняло один вотум доверия к нему.
41-е народное собрание сложило свои полномочия за три месяца до окончания его четырёхлетнего мандата, по инициативе правящей партии ГЕРБ. Тогдашний премьер-министр страны Бойко Борисов, после масштабных протестов февраля 2013, вызванных резким повышением цен на электроэнергию, отправил в отставку правительство со словами:
Я не хочу видеть парламент в ограждениях, я не хочу видеть избитых людей в центре Софии, я не хочу участвовать в управлении, при котором избивают моих сограждан. Народ дал мне власть и сегодня я её ему возвращаю.
Несмотря на эту отставку, партия ГЕРБ вновь выиграла выборы в следующий, 42-й парламент Болгарии с 30,5 % голосов, хотя и с минимальной разницей от их основного оппонента — БСП, которая набрала 26,61 %.

## Выборы и состав
Парламентские выборы проводились 5 июля 2009. Председатель — Цецка Цачева (ГЕРБ), ставшая первой женщиной в этой должности в истории Болгарии. Заместители председателя народного собрания:
- Лучезар Иванов — ГЕРБ
- Георги Пирински — Коалиция за Болгарию (основной участник — Болгарская социалистическая партия)
- Христо Бисеров — Движение за права и свободы
- Павел Шопов — Атака
- Екатерина Михайлова — Синяя коалиция
- Атанас Семов — Порядок, законность и справедливость

| Партия                                                    | Результаты выборов | Результаты выборов | Представительство | Представительство | Представительство   |
| Партия                                                    | голоса             | %                  | пропорциональное  | мажоритарное      | общ. число мандатов |
| --------------------------------------------------------- | ------------------ | ------------------ | ----------------- | ----------------- | ------------------- |
| Граждане за европейское развитие Болгарии                 | 1 678 641          | 43,06 %            | 91                | 26                | 117                 |
| Коалиция за Болгария (Болгарская социалистическая партия) | 748 147            | 19,14 %            | 40                | 0                 | 40                  |
| Движение за права и свободы                               | 610 521            | 15,79 %            | 32                | 5                 | 37                  |
| Атака                                                     | 395 733            | 10,05 %            | 21                | 0                 | 21                  |
| Синяя коалиция                                            | 285 662            | 7,18 %             | 15                | 0                 | 15                  |
| Порядок, законность и справедливость                      | 174 582            | 4,78 %             | 10                | 0                 | 10                  |
| Всего:                                                    | 3 893 286          | 100 %              | 209               | 31                | 240                 |